# Loopback
Loopback — это термин, который обычно используется для описания методов или процедур маршрутизации электронных сигналов, цифровых потоков данных, или других движущихся сущностей от их источника и обратно к тому же источнику без специальной обработки или модификаций. Первоначально он использовался для тестирования передачи или передающей инфраструктуры.
Примеры использования:
- метод проведения теста передачи по линии доступа от обслуживающего центра коммутации, для которого обычно не требуется поддержка персонала на обслуживаемом терминале;
- метод тестирования передачи сигнала между станциями (необязательно соседними), где используется две линии передачи, тестирование проходит на одной станции и две линии связывают её со станцией на расстоянии. Обычно называется loop around, когда для доступа к связывающей цепи нужно набрать номера или код;
- коммутационный кабель применяется вручную или автоматически, удаленно или локально, что облегчает loop-back тест;
- коммуникационный канал с единственной конечной точкой. Любые сообщения передаваемые через такой канал немедленно получаются тем же каналом;
- возвратная петля, обратная петля — вид диагностического теста, при котором сигнал возвращается передающему устройству, пройдя по коммуникационному каналу в обоих направлениях. (адрес возвратной петли используется в качестве идентификатора маршрутизаторов Cisco для работы с протоколом OSPF. [ RouterX(config)# interface loopback <number> ].

## Виртуальныйсетевой интерфейс
Все TCP/IP реализации поддерживают 'loopback'-механизмы, которые реализуют виртуальный сетевой интерфейс исключительно программно и не связаны с каким-либо оборудованием, но при этом полностью интегрированы во внутреннюю сетевую инфраструктуру компьютерной системы. Любой трафик, который посылается компьютерной программой на интерфейс loopback, тут же получается тем же интерфейсом.
Соответственно, Internet Protocol специфицирует сеть loopback. В IPv4 это сеть с префиксом 127.0.0.0/8 (RFC 5735). Наиболее широко используемый IP адрес в механизмах loopback — 127.0.0.1. В IPv4, в него также отражается любой адрес в пределах от 127.0.0.0 до 127.255.255.255. IPv6 определяет единственный адрес для этой функции — 0:0:0:0:0:0:0:1/128 (также записывается как ::1/128) (RFC 4291). Стандартное, официально зарезервированное, доменное имя для этих адресов — localhost (RFC 2606).
На системах Unix интерфейс loopback обычно имеет имя lo или lo0.
Интерфейс loopback имеет несколько путей применения. Он может быть использован сетевым клиентским программным обеспечением, чтобы общаться с серверным приложением, расположенным на том же компьютере. То есть если на компьютере, на котором запущен веб-сервер, указать в веб-браузере URL http://127.0.0.1/ или http://localhost/, то он попадает на веб-сайт этого компьютера. Этот механизм работает без какого-либо активного подключения, поэтому он полезен для тестирования служб, не подвергая их безопасность риску, как при удаленном сетевом доступе. Подобным образом, пингование адреса loopback — это основной тест функционирования IP стека в операционной системе.
Пакеты, высланные в IP сеть с начальным адресом, принадлежащим к loopback-интерфейсу, могут вызвать ряд проблем для устаревших сетевого ПО или ПО с ошибками. Такие пакеты известны как Марсианские пакеты. Спецификация Internet Protocol говорит, что такие пакеты не должны передаваться дальше хоста, и должны быть уничтожены, если будут получены сетевым интерфейсом (RFC 4213).
Одно примечательное исключение для использования сетевых адресов loopback (127.0.0.0/8) — это их использование в MPLS (мультипротокольная коммутация по меткам). Определяющая маршрут следования данных технология поиска ошибок, в которой свойство loopback — отсутствие маршрута, дает возможность избежать доставки неисправного пакета конечным пользователям.

## Сетевое оборудование
Некоторые модели сетевого оборудования используют термин "шлейф" (loopback) для обозначения виртуального интерфейса, предназначенного для управления. В отличие от шлейфового интерфейса (loopback interface), шлейфовое устройство не замыкает трафик на себя. Такому интерфейсу назначается IP-адрес, который используется для управления оборудованием в сети, но этот адрес не связан с каким-либо физическим интерфейсом устройства. Этот адрес обратной связи также используется для управления специализированными пакетами данных, такими как сигналы тревоги, исходящие от оборудования, и свойство, которое делает этот виртуальный интерфейс особенным, заключается в том, что приложения, использующие его, отправляют или получают трафик, используя адрес, назначенный виртуальному интерфейсу, а не адрес на физический интерфейс, через который проходит трафик.

## Последовательный интерфейс
Последовательный передатчик может использовать loopback для тестирования линии связи на предмет наличия ошибок. К примеру, если на удаленном конце соединить контакты передачи с контактами приема (установить loopback), то на ближнем конце принимаемая информация должна точно соответствовать передаваемой. Установка loopback все дальше и дальше к концу линии связи позволяет протестировать последовательно всю линию связи. Это общепринятая технология поиска неисправностей и она часто комбинируется со специализированным тестовым оборудованием, которое посылает особые шаблоны и учитывает любые вернувшиеся ошибки. Некоторые устройства включают встроенные возможности loopback.
Простейший последовательный тест loopback иногда называется тест скрепки, и использует встроенное оконное терминальное приложение, чтобы послать символы (вместе с аппаратным потоком набора управления) и получить то же самое, что указывает, что вы нашли верный порт. Часто возникает путаница, когда у ПК есть порты не отмеченные сзади, или путаница бывает при создании виртуального порта. Скрепка используется, чтобы замкнуть контакты 2 и 3 на интерфейс. Повсеместность лежит в D9 и D25 разъемах, использующих RX и TX на контактах 2 и 3, следовательно, кабеля DTE и DCE могут использоваться, чтобы проверить, что подключено к какому порту.

## Телекоммуникации
В телекоммуникациях loopback (коротко говоря loop) — это аппаратный или программный метод, который направляет полученный сигнал или данные обратно отправителю. Он используется как дополнительное средство в исправлении проблем физического соединения. В качестве теста многие устройства для передачи данных могут быть сконфигурированы для отправки специальных шаблонов на интерфейс и могут ловить отклик на этот сигнал на том же порту. Это называется тест loopback и может быть выполнено на модеме или трансивере путём соединения его выхода с его собственным входом. Для тестирования цепи между двумя точками применяется тестовый сигнал в одной точке цепи, и при наличии сетевого устройства в другой точке сигнал посылается обратно через цепь. Если первое устройство получит свой собственный сигнал обратно, это докажет, что цепь функционирует.
Аппаратный loopback — это простое устройство, физически замыкающее приемный канал на передающий. В случае сетевых разъемов типа X.21, это обычно делается путём простого соединения контактов в разъеме вместе. В каналах с раздельными интерфейсами (например, оптоволокно или коаксиальный кабель) loopback организуется соединением передающего и приемного разъемов через переходную муфту или напрямую.
Модем может быть сконфигурирован так, чтобы зацикливать входящие сигналы как от удаленного модема так и от локального терминала. Это относится как к loopback так и к программному циклу.

## Пример
Бывает, что управляемому коммутатору необходимо постоянно перестраивать «дерево» STP при получении своего же собственного BPDU. Такое происходит, когда на коммутаторе образуется так называемая "сетевая коллизия". Новая функция LoopBack Detection отслеживает такие ситуации и блокирует порт, на котором обнаружена петля, тем самым предотвращая проблемы в сети независимо от работы STP протокола. То есть неважно, включен STP протокол на порту или выключен — петля будет обнаружена, и порт будет заблокирован. Петля на порту обнаруживается путём отсылки коммутатором пакета с адресом назначения CF-00-00-00-00-00 (9000 Ethernet Configuration Test protocol (Loopback)). Это нужно учитывать при составлении правил ACL. Что такое LoopBack Detection и пример настройки этой функции (STP independent) (рус.)-->